# 本部めぐみ
本部 めぐみ（ほんぶ めぐみ、1973年11月28日 - ）は、神奈川県出身で三重県在住の日本の競艇選手。登録番号3704。身長156cm。血液型AB型。74期。夫に本部真吾（登録番号3823）、同期に鳥飼眞、石渡鉄兵、守田俊介らがいる。旧名は西村 めぐみ。

## 来歴
- 1994年5月 - 平和島競艇場でデビュー。
- 1997年1月15日 - 常滑競艇場での「ソニージャンボトロンカップ争奪 第4回若鯱大賞」で初優勝。
- 1998年3月8日 - 三国競艇場での女子王座決定戦競走で優勝（当時はG2）。
- 1998年3月31日 - 多摩川競艇場での「第3回ダブル優勝TVKカップ」で優勝。
- 1998年11月3日 - 琵琶湖競艇場での女子リーグで優勝。
- 1999年4月29日 - 津競艇場での女子リーグで優勝。
- 2002年8月26日 - 大村競艇場での女子リーグで優勝。
- 2003年3月9日 - 芦屋競艇場での女子王座でG1初優勝（女子王座は2回目）。
- 2003年3月18日 - 鳴門競艇場での「第18回渦の女王決定戦競走」で優勝。
- 2003年6月26日 - 蒲郡競艇場での女子リーグで優勝。
- 2003年10月3日 - 若松競艇場での女子リーグで優勝。
- 2004年2月22日 - 琵琶湖競艇場での「アクアンビューティー選手権」で優勝。
- 2004年9月5日 - 戸田競艇場での女子リーグで優勝。
- 2008年5月29日 - 桐生競艇場での女子リーグで優勝。